# Koryo Songgyungwan

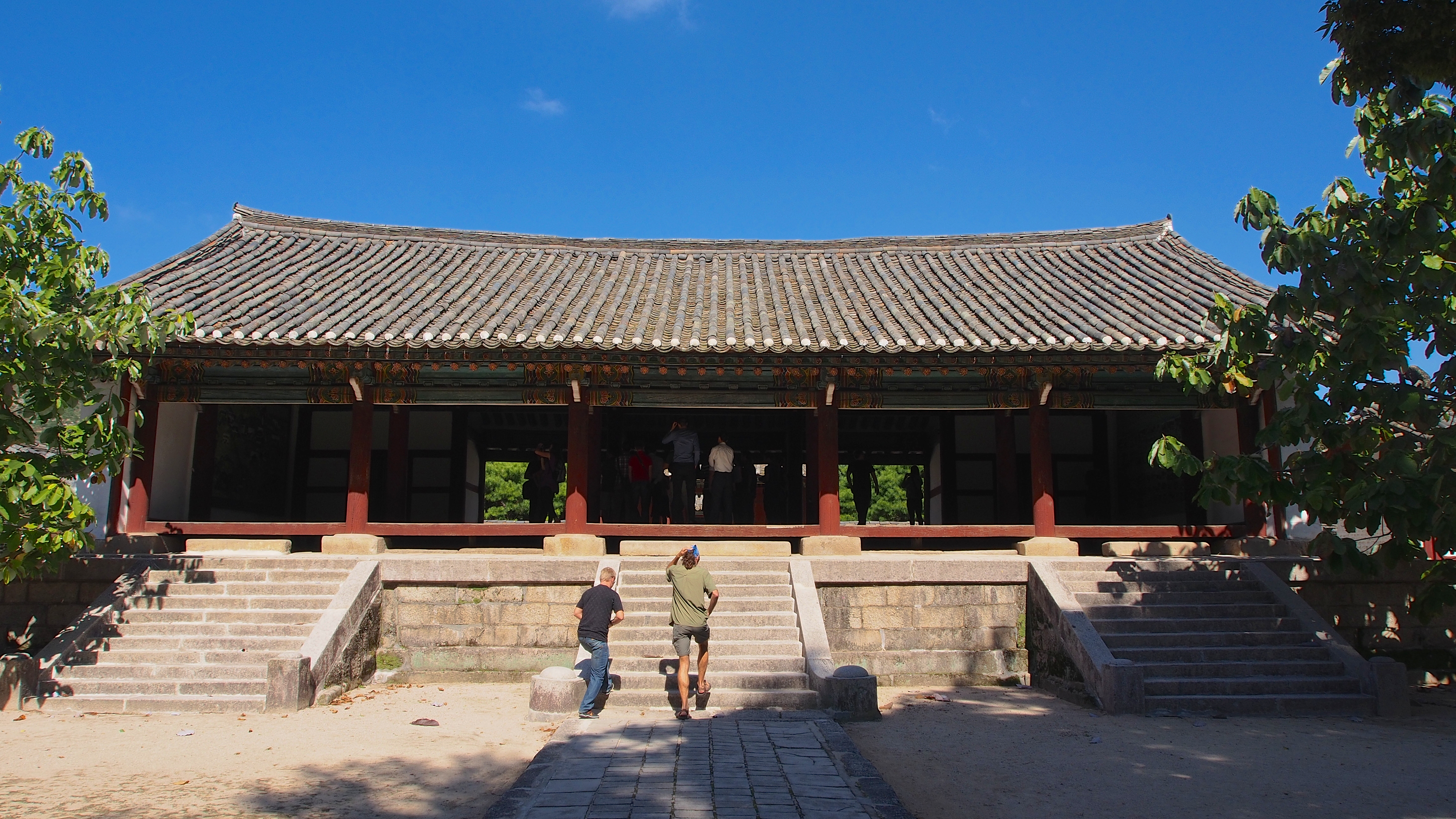
Vorlesungshalle Myongryun

Koryo Songgyungwan ist ein Gebäudekomplex in der Stadt Kaesŏng in Nordkorea. Er war vom 11. bis zum 14. Jahrhundert Sitz der höchsten nationalen Bildungseinrichtung im Königreich Goryeo (Koryo). Der Gebäudekomplex ist als Nummer 127 in der Liste der Nationalschätze von Nordkorea eingetragen und Bestandteil der Welterbestätte Historische Monumente und Stätten von Kaesŏng. Seit 1987 beherbergt er das Goryeo-Museum.

## Lage
Der Komplex liegt am Nordostrand des bebauten Gebiets von Kaesong am Fuß des Berges Songak etwa zwei Kilometer östlich des Palastbezirks Manwoldae. Westlich des Geländes des Koryo Songgyungwan liegen die Bauten seiner Nachfolgeorganisation, der Koryo-Songgyungwan-Universität, auch Universität für Leichtindustrie genannt.

## Geschichte
992 gründete König Seongjong aus der Goryeo-Dynastie in der damaligen Hauptstadt Gaegyeong (Kaesŏng) die staatliche Bildungseinrichtung Gukjagam. Ihren Sitz hatte die Akademie zunächst im Süden von Kaesŏng in der Nähe des Hoebin-Tors in der Äußeren Mauer, bevor sie 1089 ihr endgültiges Gelände bezog. Zur Regierungszeit des Königs Munjong (1046–1083) stand dort ein Nebenschloss, der Taemyong-Palast. Später diente das Schlossgebäude bis zum Bezug durch das Gukjagam als Gästehaus. Bis 1367 wurde das Gelände auf seine heutige Größe erweitert.
Nach mehreren Umbenennungen wurde die Akademie von 1308 bis 1358 und erneut ab 1362 Songgyungwan genannt. Die Gebäude des Komplexes wurden während des Imjin-Kriegs (1592–1598) zerstört. Die heute noch stehenden Gebäude wurden zwischen 1602 und 1610 im Stil der Goryeo-Zeit rekonstruiert. Zur Unterscheidung von der nach der Verlegung der Hauptstadt nach Hanyang (Seoul) 1398 dort gegründeten Bildungseinrichtung, die ebenfalls Songgyungwan genannt wurde und aus der später die Sungkyunkwan-Universität hervorging, wird der Gebäudekomplex in Kaesŏng als Koryo Songgyungwan bezeichnet.

## Beschreibung

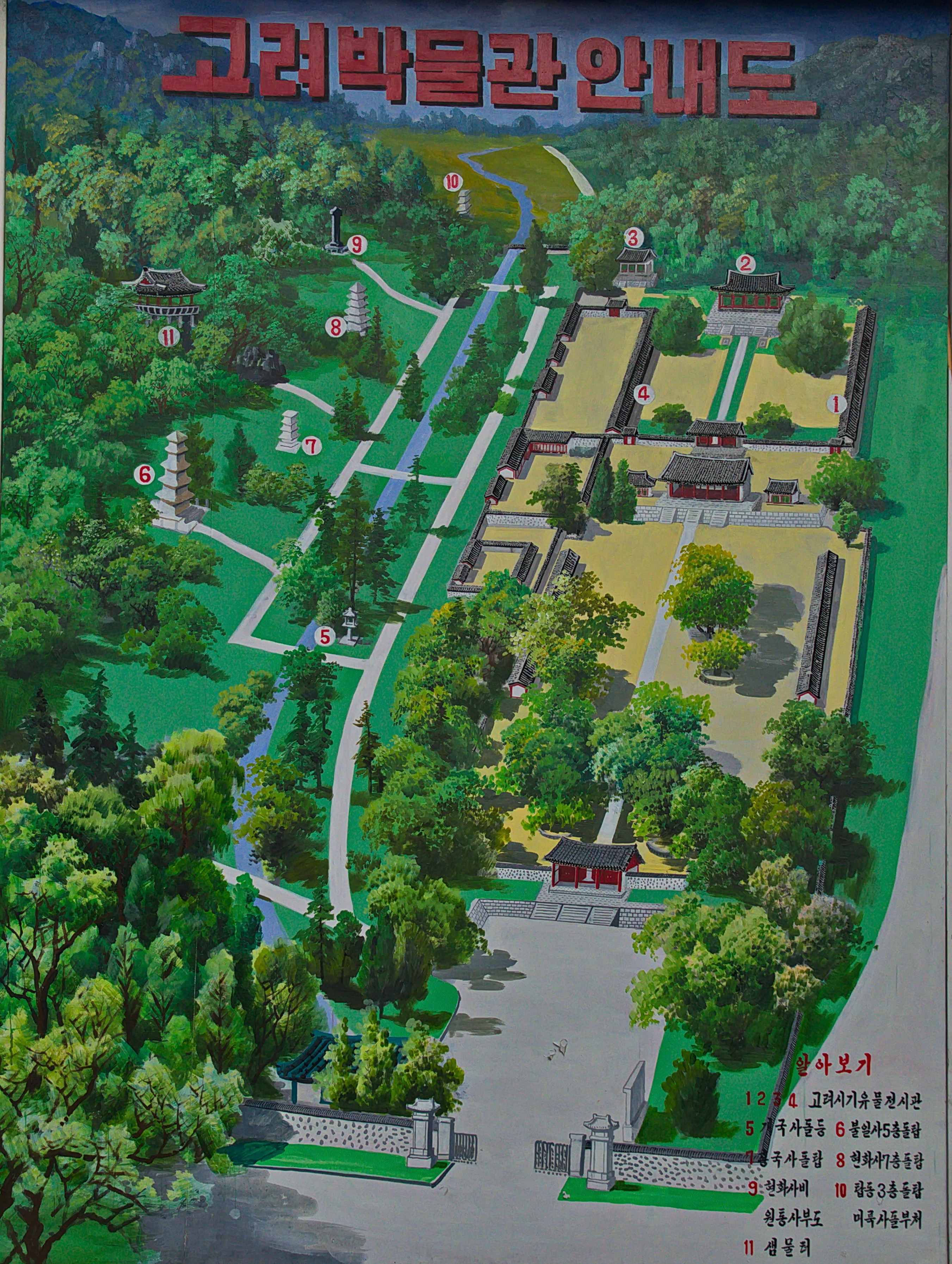
Geländeplan

Das Gelände des Koryo Songgyungwan ist in Nord-Süd-Richtung etwa 140 Meter lang und in Ost-West-Richtung etwa 80 Meter breit. Es ist von einer Mauer umgeben und in drei Teilbereiche unterteilt, die ebenfalls durch Mauern voneinander abgegrenzt sind.
Der Eingang zu dem Komplex liegt im Süden. Ein Torbau mit drei Durchgängen führt in den Vorlesungskomplex. An der Ost- und Westseite eines etwa 65 Meter breiten und 70 Meter langen und mit Bäumen bestandenen Hofes steht jeweils ein 30 Meter langes und 8 Meter tiefes eingeschossiges Gebäude mit Satteldach. Diese Gebäude dienten früher den Studenten als Schlafstätten. Nördlich des Hofes steht die Myongryun-Halle auf einer erhöhten, etwa 45 Meter breiten und 20 Meter tiefen Terrasse, zu der mehrere Steintreppen hinaufführen. Von dem Eingangstor des Komplexes aus führt ein gerader gepflasterter Weg zu der mittleren Treppe. Myongryun ist eine offene eingeschossige Halle mit einem Grundriss von etwa 20 × 10 Metern und einem von runden Holzsäulen getragenen Satteldach. Sie diente als Vorlesungssaal. Neben der Halle stehen zwei kleinere Bauten, in denen Inzens und konfuzianische Schriften aufbewahrt wurden.
Durch die Mauer am hinteren Ende der Terrasse führt ein weiterer Torbau mit drei Durchgängen in den Schreinkomplex. Wieder führt ein gerader gepflasterter Weg zu der mittleren von drei Treppen, die auf eine erhöhte, etwa 20 Meter breite und 15 Meter tiefe Terrasse hinaufführen. Auf der Terrasse steht die Taesong-Halle, eine geschlossene eingeschossige Halle mit einem Grundriss von etwa 15 × 10 Metern und einem Irimoya-Dach. Die Halle dient als Schrein für Zeremonien zur Verehrung des Konfuzius. An der Ost- und Westseite des Vorplatzes der Taesong-Halle stehen sich zwei etwa 35 Meter lange und 4 Meter tiefe eingeschossige Schreine gegenüber, in denen Zeremonien für bekannte konfuzianische Gelehrte abgehalten wurden. In einer Erweiterung des Schreinkomplexes nach Westen steht der erst 1740 während der Joseon-Zeit erbaute Kyesong-Schrein.
Westlich dieser beiden Komplexe liegt ein Zusatzkomplex mit Gebäuden, die ursprünglich zum Lagern von für die Zeremonien benötigten Gerätschaften oder zum Vorbereiten von Zeremonien dienten.

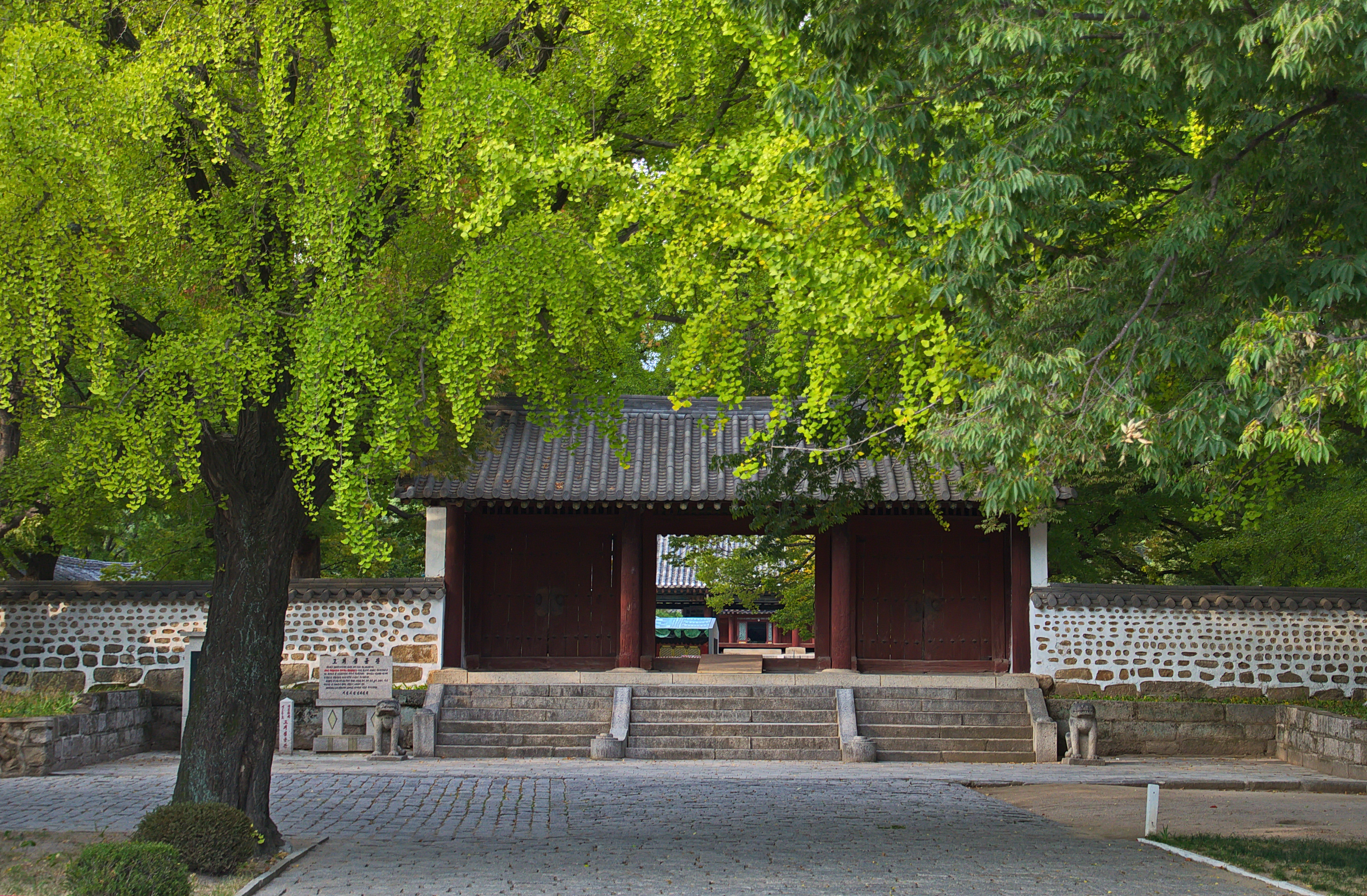
Eingangstor
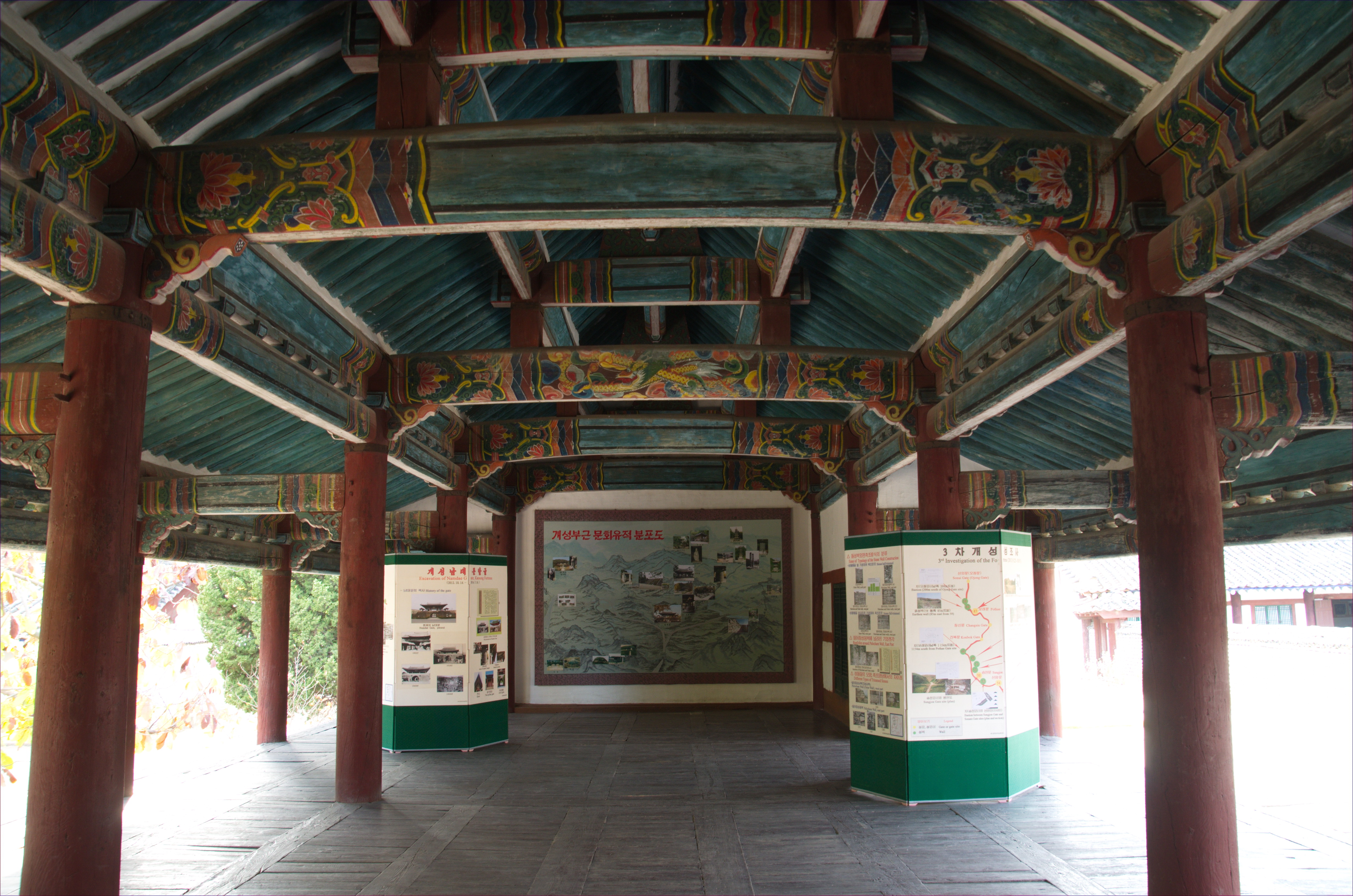
Myongryun-Halle
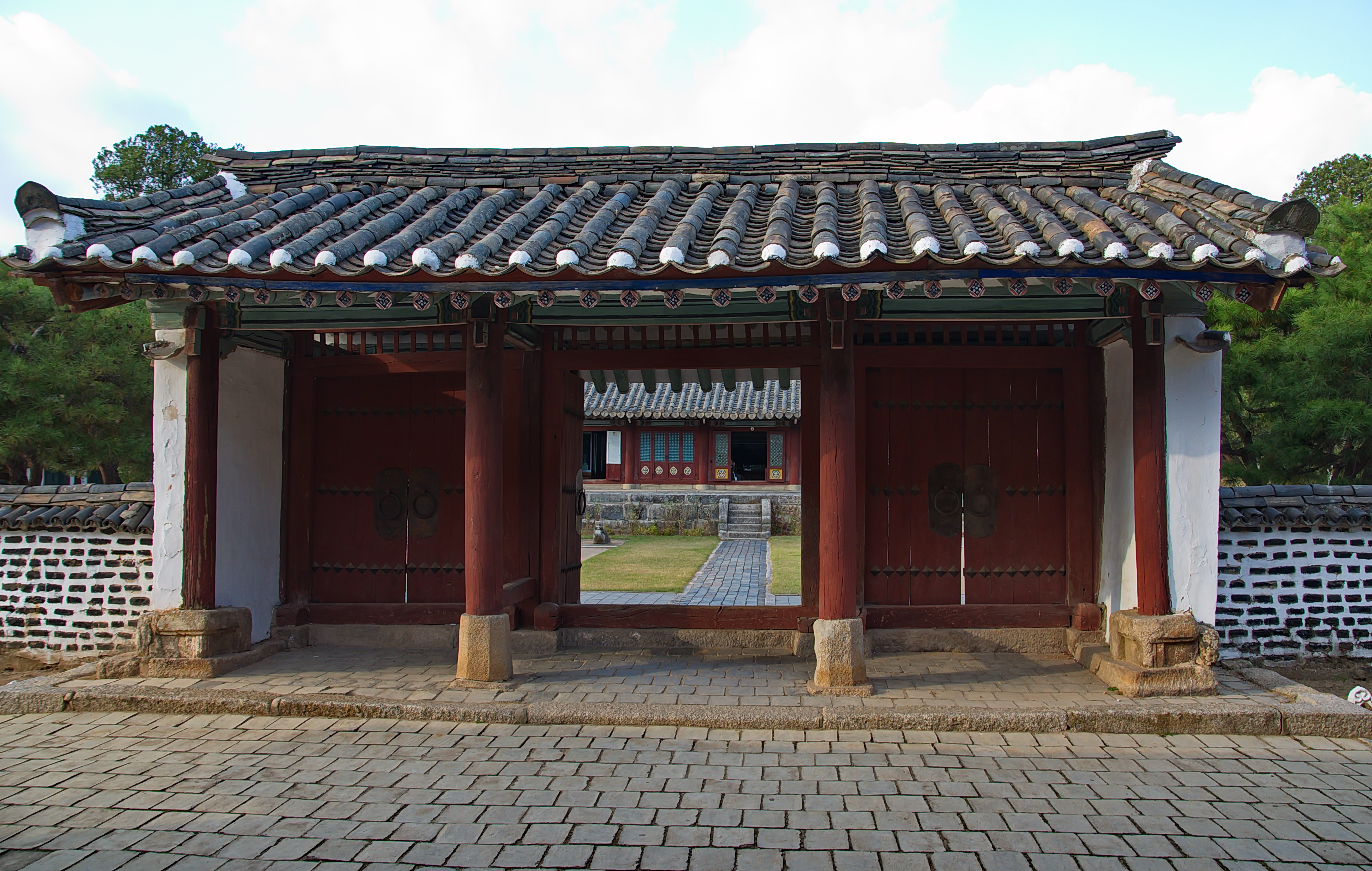
Tor zum Schrein
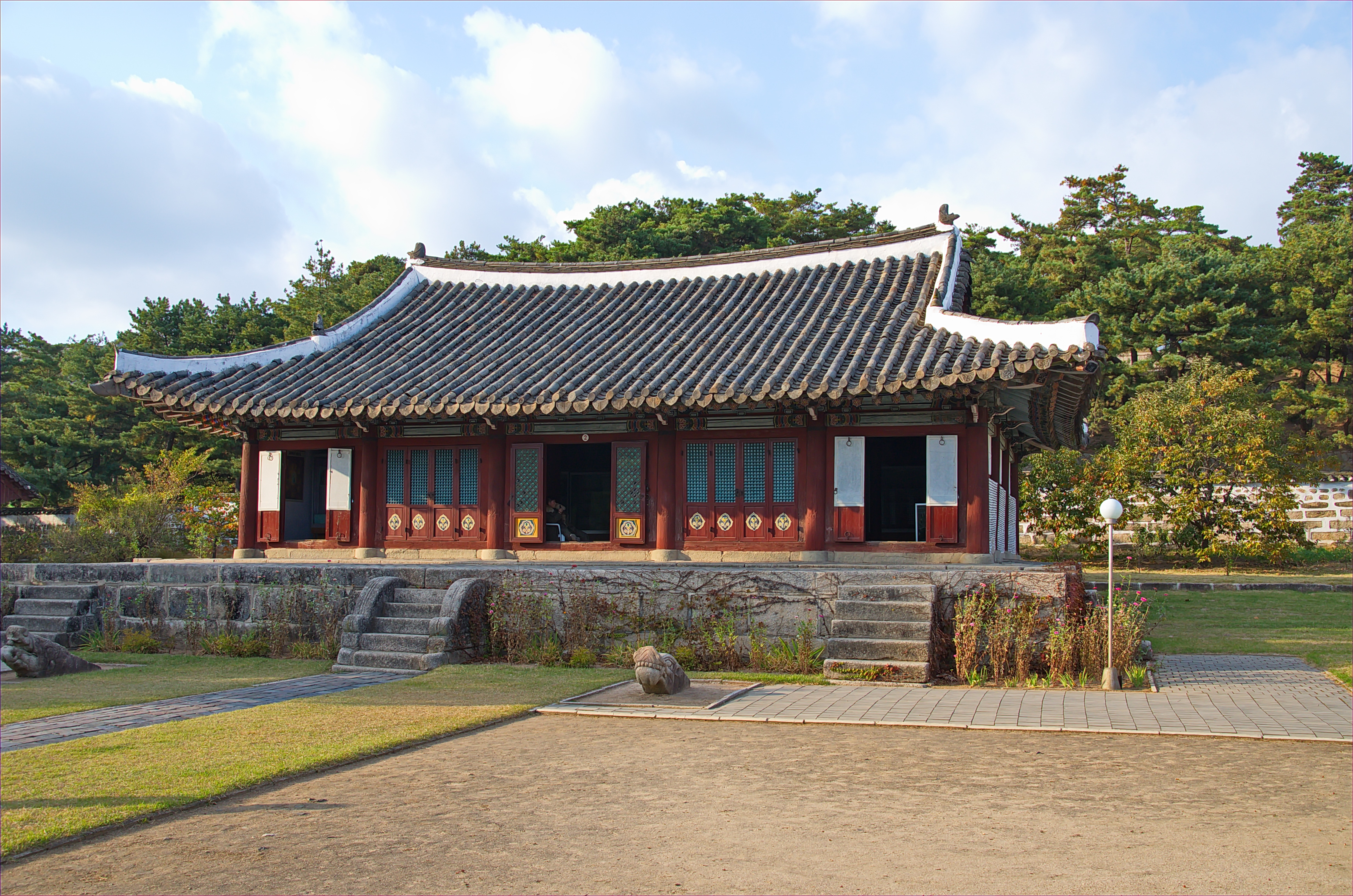
Taesong-Halle

## Museum
Seit 1987 wird das Gelände des Koryo Songgyungwan als historisches Museum für die Koryo-Zeit genutzt. Die Taesong-Halle und mehrere Nebengebäude dienen als Ausstellungsräume dieses Goryeo-Museums.
Zu dem Museum gehört auch eine Parkanlage westlich des Koryo Songgyungwan, in der Pagoden, Stupas, Skulpturen und Laternen aus der Zeit der Koryo-Dynastie aufgestellt sind, die aus Kaesong und seiner Umgebung hierher transloziert wurden.

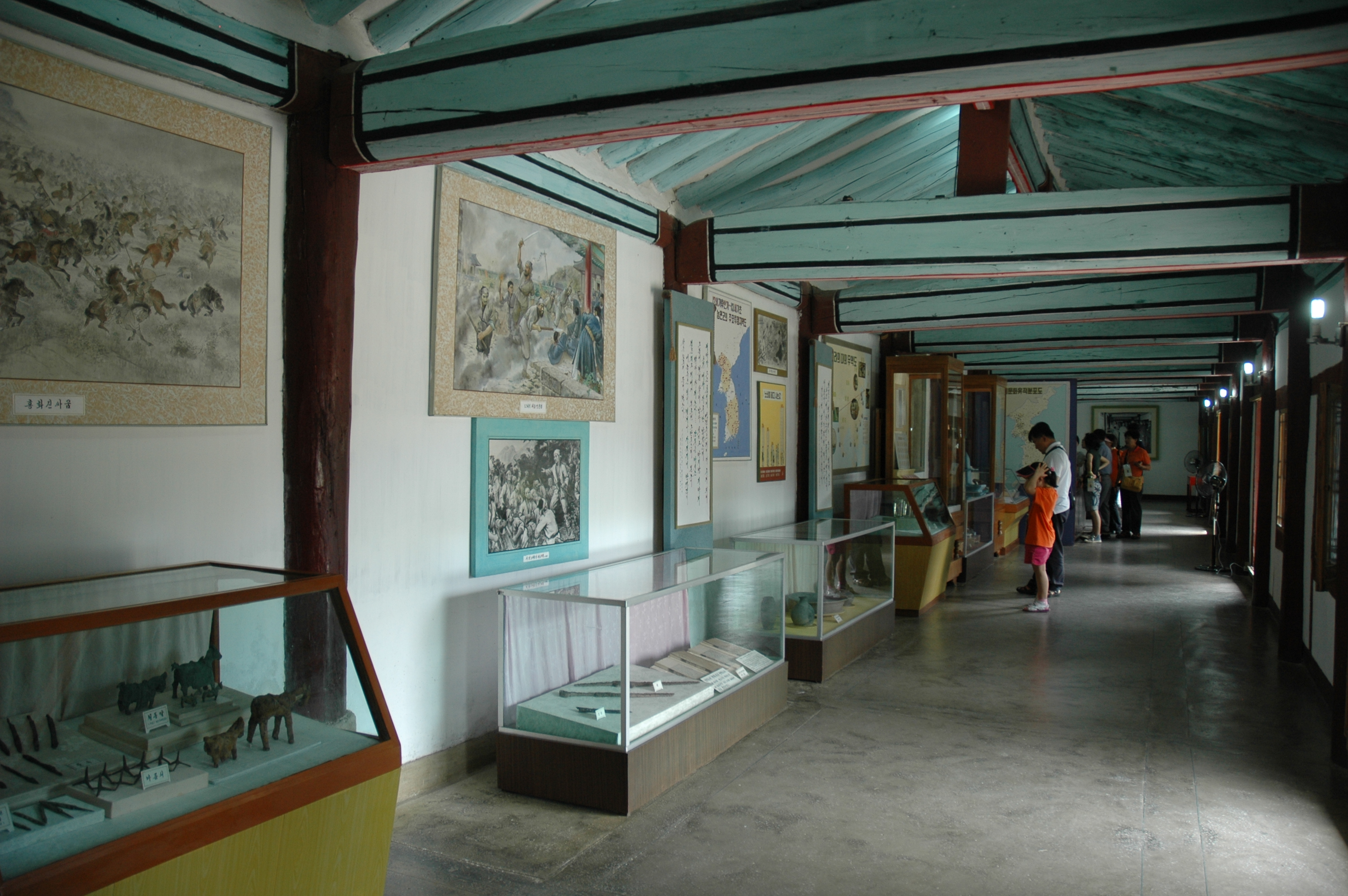
Ausstellungsraum
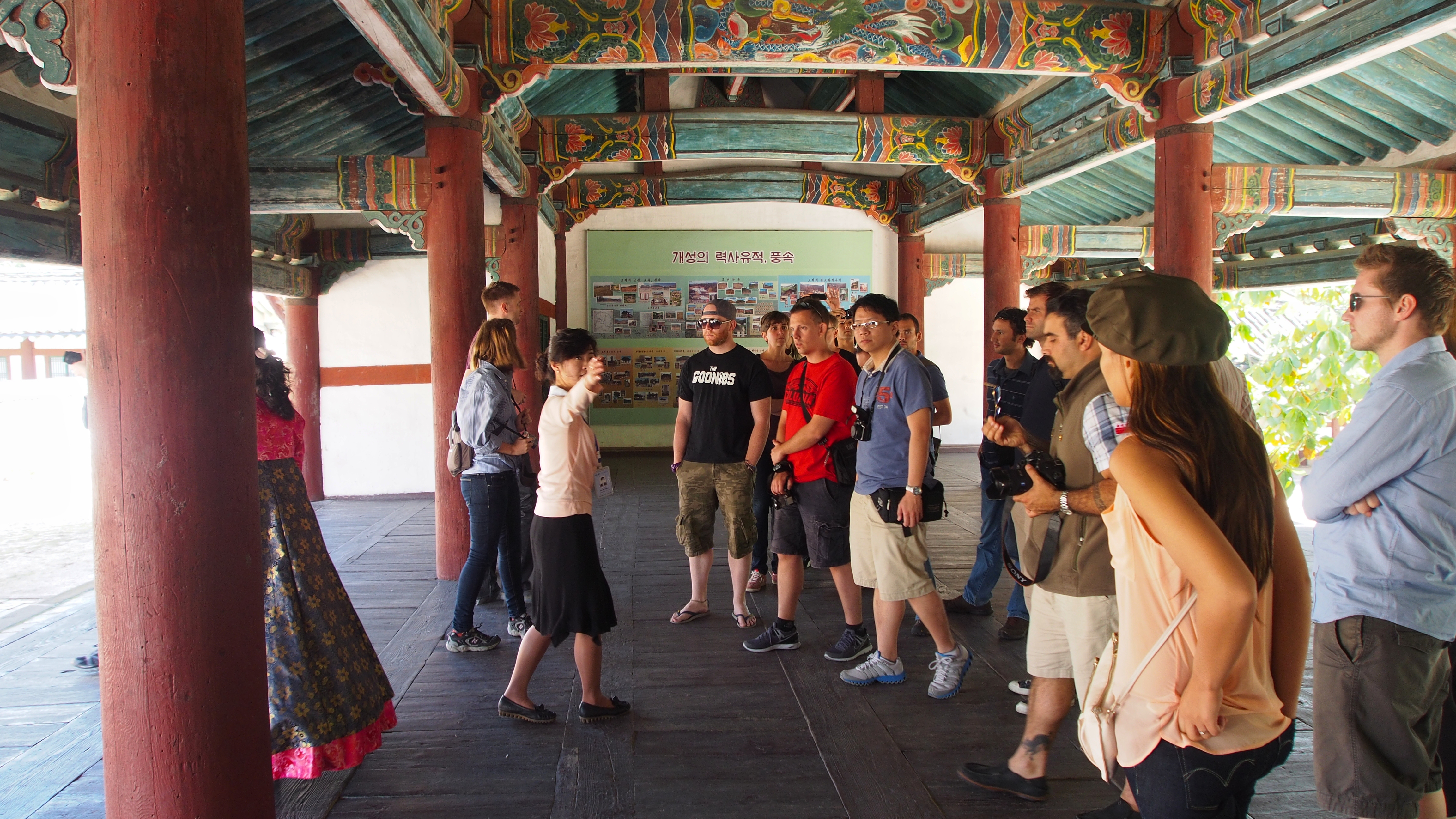
Führung
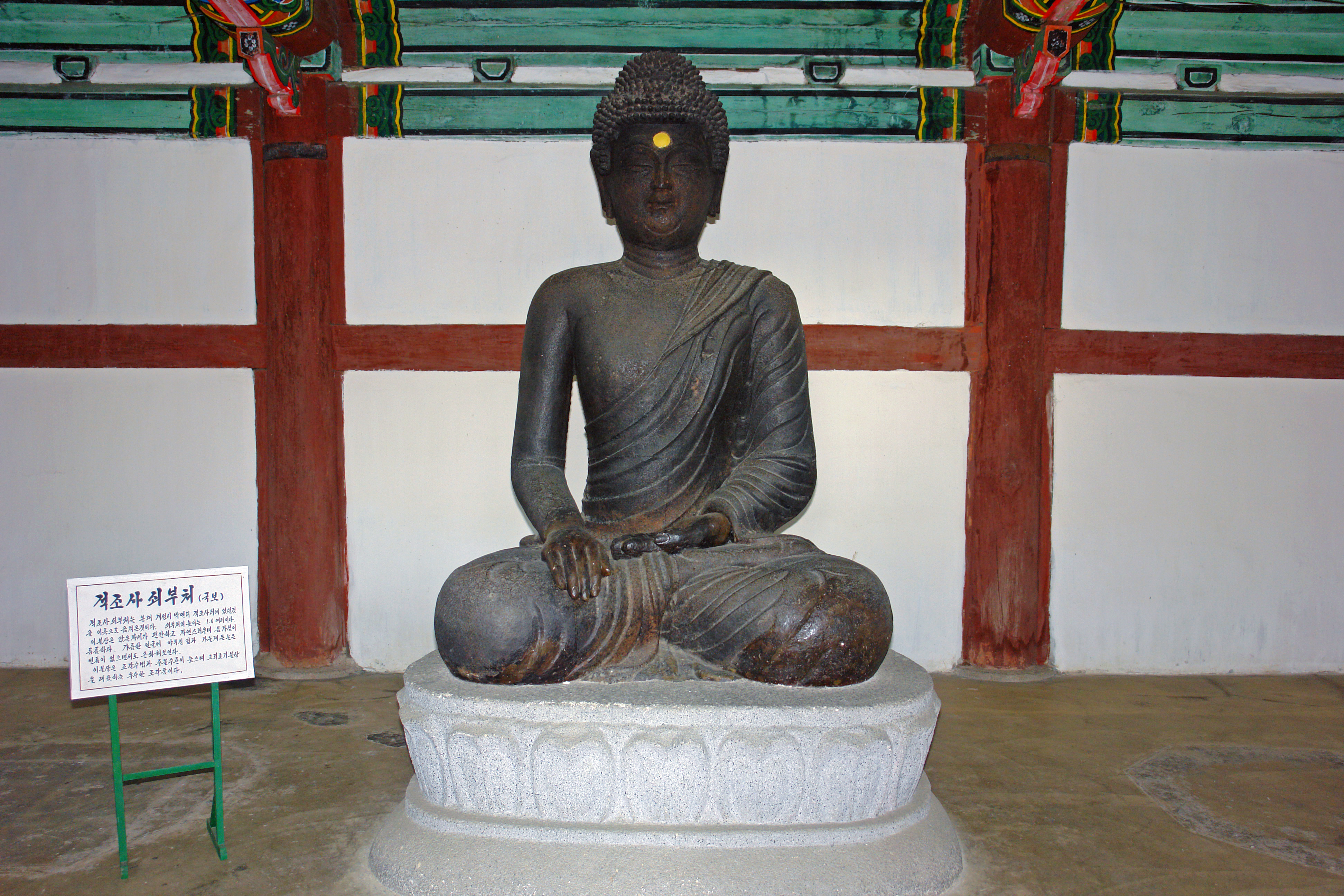
Eiserne Buddhafigur
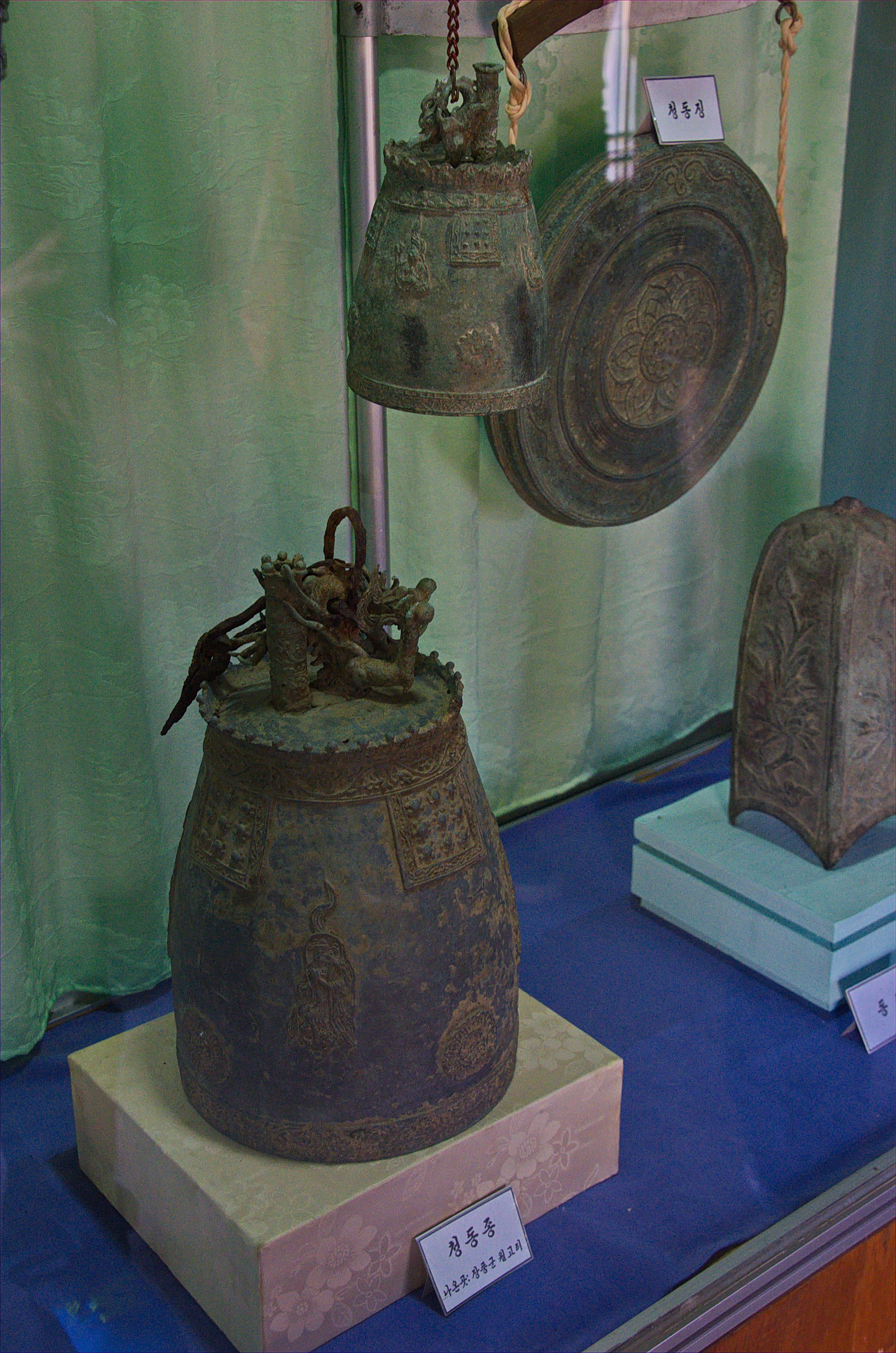
Artefakte
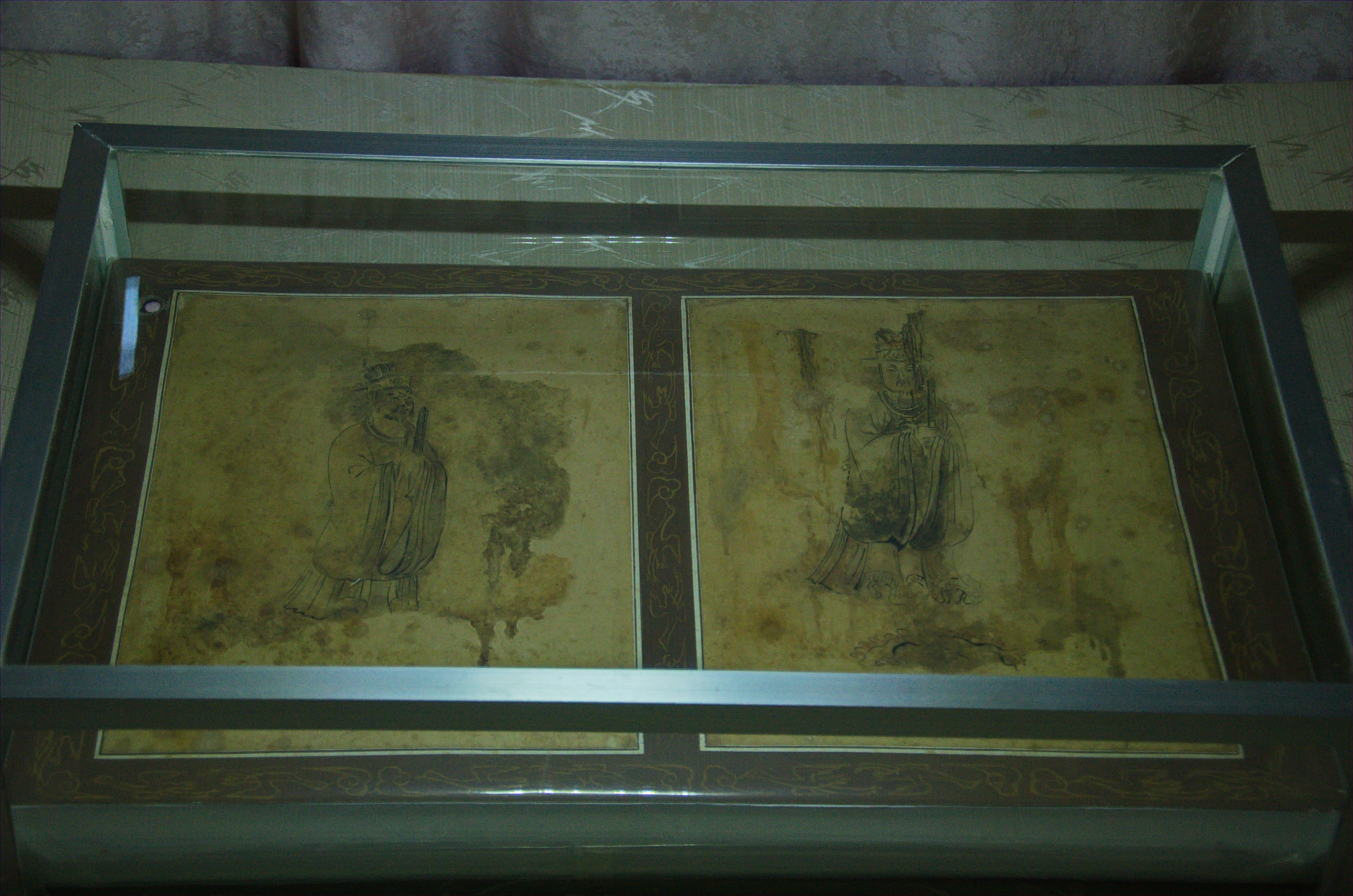
Grafiken